# Eupithecia lachaumei
Eupithecia lachaumei är en fjärilsart som beskrevs av Claude Herbulot 1987. Eupithecia lachaumei ingår i släktet Eupithecia och familjen mätare. Inga underarter finns listade i Catalogue of Life.